# Gandalf Airlines

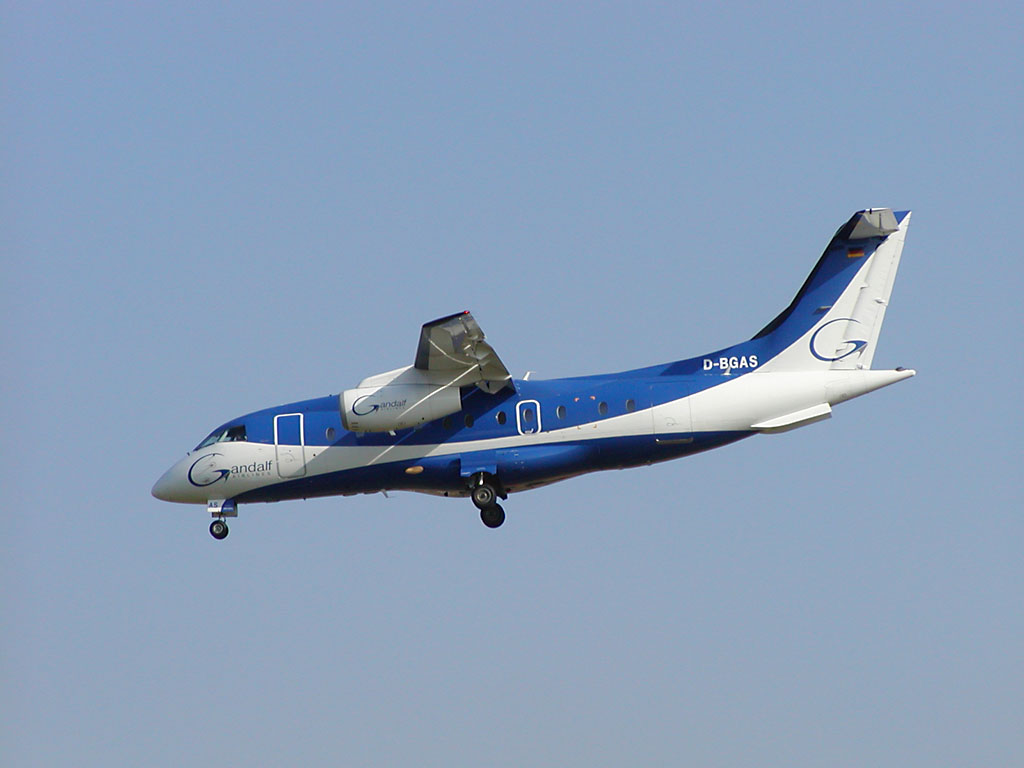
Dornier 328JET D-BGAS van Gandalf Airlines bij de landing in Brussel in 2002

Gandalf Airlines (IATA-code: G7; ICAO-code: GNF) is een voormalige Italiaanse luchtvaartmaatschappij, met als thuisbasis Milan Orio International Airport (dat ondanks de naam dichter bij Bergamo ligt dan bij Milaan).
De maatschappij werd in 1999 opgericht door drie Italiaanse zakenlui: Domiziano Boschi, Luigi Gozzini, en Luciano Di Fazio, en was gericht op zakenreizigers van en naar de regio Lombardije. De maatschappij bood lijnvluchten aan naar Italiaanse en buitenlandse luchthavens met een vloot bestaande uit Fairchild-Dornier 328 toestellen in turboprop- en jet-uitvoering. Bestemmingen waren onder andere Parijs (Orly en Charles de Gaulle), Rome Fiumicino, Stuttgart, Verona en later ook Brussel Nationaal en Amsterdam Schiphol.
In 2003 geraakte de maatschappij financieel in problemen. Er werd geen overnemer gevonden en op 20 februari 2004 vroeg Gandalf Airlines het faillissement aan en stopte de maatschappij met vliegen. Op 25 maart 2004 besliste een rechtbank in Parma dat Alitalia de activa van Gandalf Airlines mocht kopen voor 7,1 miljoen euro. Hierdoor verkreeg Alitalia extra "slots" op drukke internationale luchthavens zoals Madrid, Barcelona, Brussel en Paris Charles de Gaulle. Alitalia nam de vliegtuigen van Gandalf echter niet over.